# Rossy
Rossy, pseudonimo di Paul Bert Rahasimanana (Antananarivo, 20 settembre 1960), è un cantante, musicista e polistrumentista malgascio.

## Biografia
Rossy è nato e cresciuto negli anni sessanta in un quartiere povero di Antananarivo. All'età di sette anni riceve in regalo la prima fisarmonica. Nel 1981 formò una band al liceo che includeva percussioni africane. Influenzato dalla musica del gruppo malgascio Mahaleo, Rossy viene scoperto da Peter Gabriel che gli consentirà di ottenere la fama mondiale, soprattutto grazie agli album Island of Ghosts e One Eye on the Future, One Eye on the Past. In seguito collabora anche con i Neville Brothers e Harry Belafonte.
Nel 1992, insieme a Rakoto Frah, intraprende un tour con Henry Kaiser e David Lindley per promuovere l'album A World Out of Time.
La musica di Rossy vuole esprimere e raccontare la realtà del Madagascar, sia in ambito politico che culturale, spaziando attraverso vari generi, dalla musica tradizionale al genere pop, conosciuto come salegy.

## Discografia
- 1988 – Madagascar
- 1991 – Island of Ghosts
- 1992 – One Eye on the Future, One Eye on the Past
- 1993 – Madagascar I
- 1993 – Madagascar Spirit
- 1994 – Bal kabosy
- 1996 – Lera
- 1998 – Aoira
- 2000 – Iaô!
- 2001 – Lehibe ny ankizy
- 2002 – Gasy' car
- 2007 – Ino vaovao
- 2011 – Mitapolaka